# Paulino Gullas
Paulino Gullas (Cebu City, 29 april 1891 - 1945) was een Filipijns politicus. Gullas was lid van het Filipijns Huis van Afgevaardigden van 1925 tot 1931 en werd in 1934 namens Cebu gekozen als afgevaardigde op de Constitutionele Conventie. Van 1943 tot 1944 was hij lid van de Nationale Assemblee van de Tweede Filipijnse Republiek. Gullas was ook oprichter van de krant The Freeman, de oudste krant van Cebu. 

## Biografie
Paulino Gullas werd geboren op 29 april 1891 in Cebu City. Hij was een van de vier kinderen van Jose Gullas en Nicefora Arandia. Hij voltooide in 1916 een rechtenstudie aan de University of the Philippines (UP) en in datzelfde jaar tevens de bar topnotcher van het toelatingsexamen (bar exam) voor de Filipijnse balie. Tijdens zijn studietijd was Gullas enige tijd verslaggever van de Amerikaanse krant Cablenews-American. 
Na zijn afstuderen keerde hij terug naar Cebu. Daar richtte hij de krant The Freeman op, dat tegenwoordig de oudste krant van Cebu is. De eerste editie van deze krant verscheen op 10 mei 1919. Gullas was daarnaast een prominent advocaat, die cliënten vertegenwoordigde tot aan het hooggerechtshof van de Filipijnen aan toe. Hij richtte een eigen advocatenkantoor op met partners als Pedro Lopez en Jose Leuterio. Dit kantoor werd een van de grootste kantoren van de Visayas en Mindanao. Gullas doceerde ook jarenlang politieke wetenschappen aan Cebu Junior College van UP.
In 1925 werd Gullas gekozen in het Filipijns Huis van Afgevaardigden namens het 2e kiesdistrict van Cebu City. Drie jaar later werd hij herkozen voor een tweede termijn van drie jaar. In 1934 werd Gullas gekozen tot afgevaardigde op de Constitutionele Conventie. Tijdens de Tweede Wereldoorlog was Gullas van 1943 tot 1944 lid van het door de Japanners gecontroleerde Nationale Assemblee (van de Tweede Filipijnse Republiek).
Gullas werd in 1945 door de Japanners opgepakt en geëxecuteerd, nadat ontdekt was dat hij in het geheim samenwerkte met Filipijns verzetsstrijders. Hij was getrouwd met Gilda Kilayko en kreeg met haar drie kinderen. Vincente Gullas, een broer van Paulino, was ook advocaat en oprichter van het Visayan Institute, dat later de University of the Visayas werd.